# محلية القضارف
محلية القضارف (بالإنجليزية: Al Gadaref District)‏ إحدى محليات ولاية القضارف، السودان.